# Sae Nakazawa
Sae Nakazawa (jap. 中澤さえ, Nakazawa, Sae; * 1. Juni 1983 in Chōfu) ist eine ehemalige japanische Judoka. Sie war Weltmeisterschaftszweite 2005 und 2007, 2006 siegte sie bei den Asienspielen.

## Karriere
Die 1,67 m große Sae Nakazawa kämpfte im Halbschwergewicht, der Gewichtsklasse bis 78 Kilogramm. Ihr erster internationaler Erfolg war der Sieg bei den Asienmeisterschaften 2004 in Almaty. Diesen Titel konnte sie im Jahr darauf bei den Asienmeisterschaften in Taschkent erfolgreich verteidigen. Bei den Weltmeisterschaften 2005 in Kairo bezwang sie im Halbfinale die Österreicherin Marianne Morawek, im Finale unterlag sie der Kubanerin Yurisel Laborde.
2006 gewann Nakazawa das Weltcup-Turnier in Budapest und die japanischen Meisterschaften. Bei den Asienspielen in Doha bezwang sie im Halbfinale die Chinesin Yang Xiuli und im Finale die Südkoreanerin Lee So-yeon. Ende 2006 siegte Nakazawa beim Fukuoka Cup. 2007 gewann sie erneut bei den japanischen Meisterschaften. Bei den Weltmeisterschaften 2007 in Rio de Janeiro besiegte sie im Halbfinale die Italienerin Lucia Morico, im Finale verlor sie wie zwei Jahre zuvor gegen Yurisel Laborde. 2008 traf Nakazawa in ihrem Auftaktkampf bei den Olympischen Spielen in Peking wieder auf Lucia Morico und schied aus. 2009 nahm Nakazawa noch einmal an den Weltmeisterschaften teil, schied aber in ihrem ersten Kampf gegen die Französin Céline Lebrun aus.